# آکسیوم
آکسیوم (انگلیسی: Acxiom) شرکت فناوری اطلاعات آمریکایی است، که در سال ۲۰۱۸ تأسیس شد.